# Taggia
Taggia (Tàggia in ligure) è un comune italiano di 13 834 abitanti della provincia di Imperia in Liguria. Per popolazione è il quarto comune della provincia, dopo Sanremo, Imperia e Ventimiglia.

## Geografia fisica
Il centro storico di Taggia è situato nell'immediato entroterra della valle Argentina, mentre l'abitato di Arma è una località balneare. Tra i due centri vi è la zona denominata Levà (il toponimo deriva dalla denominazione romana per indicare un'area rialzata).
Il territorio comunale è tuttavia molto esteso, perché coincide con la bassa valle del torrente Argentina, dalla confluenza del torrente Oxentina, presso la località San Giorgio, fino al mare. Si tratta di un ampio settore di entroterra caratterizzato da estese colture - soprattutto oliveti - nella fascia collinare e da estesi boschi nella sua porzione montana, che raggiunge il monte Faudo, massima elevazione del comune con i suoi 1149 metri.
Altre vette del territorio il monte Follia (1031 m), il monte Neveia (835 m), il monte Santa Maria (462 m), il monte Giamanassa (405 m).

## Origini del nome
Il nome latino con cui il villaggio nacque intorno al X secolo era Tabya, mutato poi in Taggia per effetto della palatalizzazione del gruppo /bj/ in ligure.

## Storia

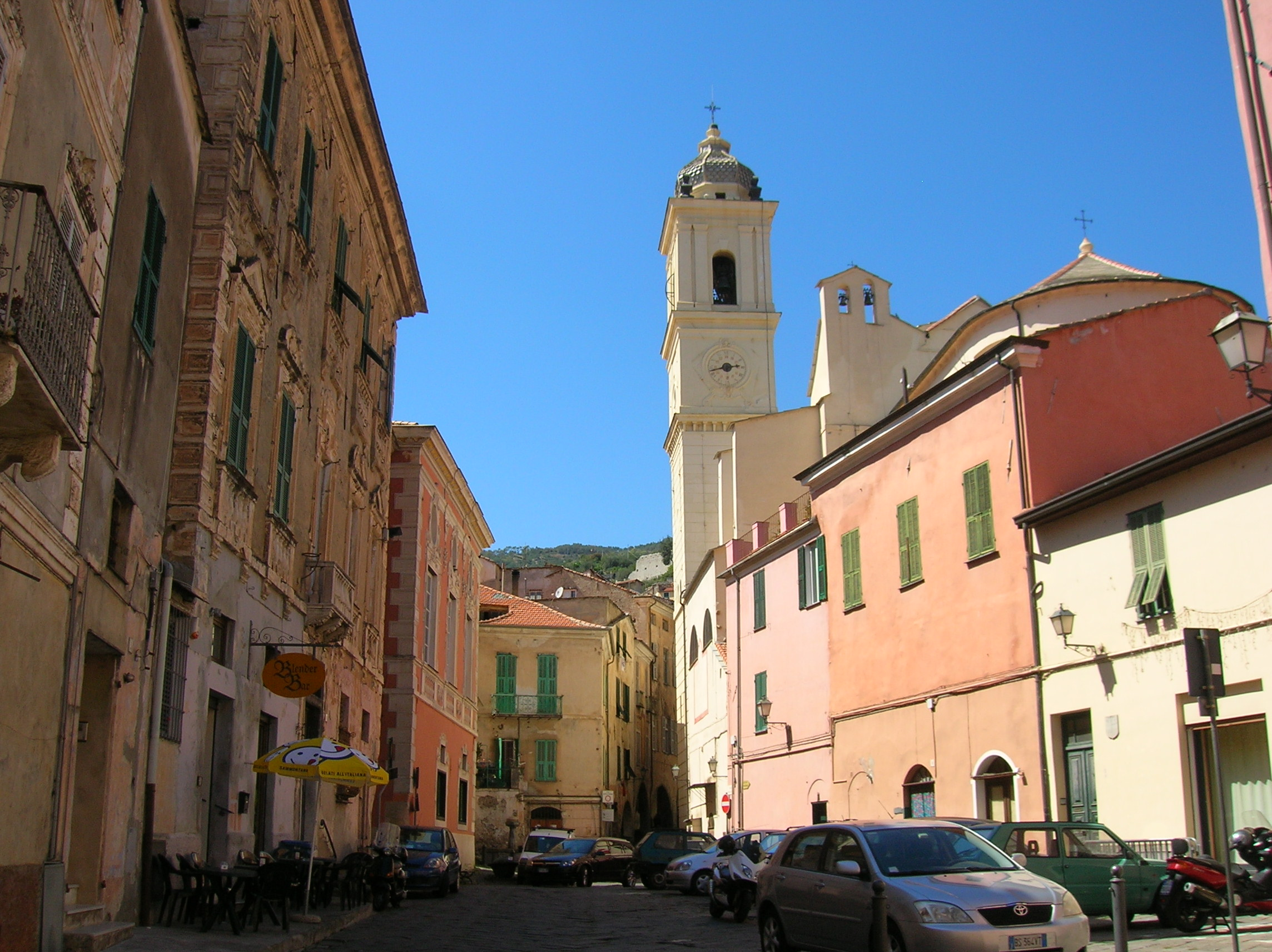
Scorcio del centro storico taggiasco

Secondo fonti locali, i primitivi insediamenti umani andrebbero ricercati già nell'epoca preromana, dove gli storici non escludono un probabile luogo di culto - dedicato al dio ligure Belleno - nella zona denominata di Capo Don (nel comune di Riva Ligure). La più antica testimonianza del luogo risale tra il X e il VII secolo a.C., grazie al ritrovamento di antiche tombe cinerarie sul sovrastante monte Grange, dove sorgeva un castelliere ligure che aveva anche funzione di emporio commerciale, aperto alle importazioni da tutto il mar Mediterraneo. Subì quindi la dominazione dell'Impero romano a partire dal I secolo a.C..
Ai piedi del capo continuò a funzionare un porto-canale, nei cui pressi, in età imperiale, vennero costruite alcune ville rustiche e una stazione di posta che nella celebre Tabula Peutingeriana era ricordata come Costa Balenae. La zona era servita dalla via Julia Augusta, che attraversava tutta la Liguria di Ponente. Presso Costa Balenae piegava verso l'interno, superando il torrente nei pressi dell'abitato attuale. Scavi archeologici intrapresi poco prima del 1940, e poi ampliati a partire dagli anni ottanta del XX secolo, hanno portato alla luce i resti di un edificio di culto con un'area sepolcrale e la vasca ottagonale di un importante battistero paleocristiano. All'interno della valle, tra il V e VI secolo, si sviluppò invece l'insediamento fortificato di Campomarzio o Castel San Giorgio, caposaldo del sistema difensivo bizantino in Liguria (il cosiddetto Limes).
Il villaggio venne distrutto e abbandonato molto verosimilmente durante l'invasione longobarda di Rotari del 641, che portò alla decadenza anche di San Giorgio.

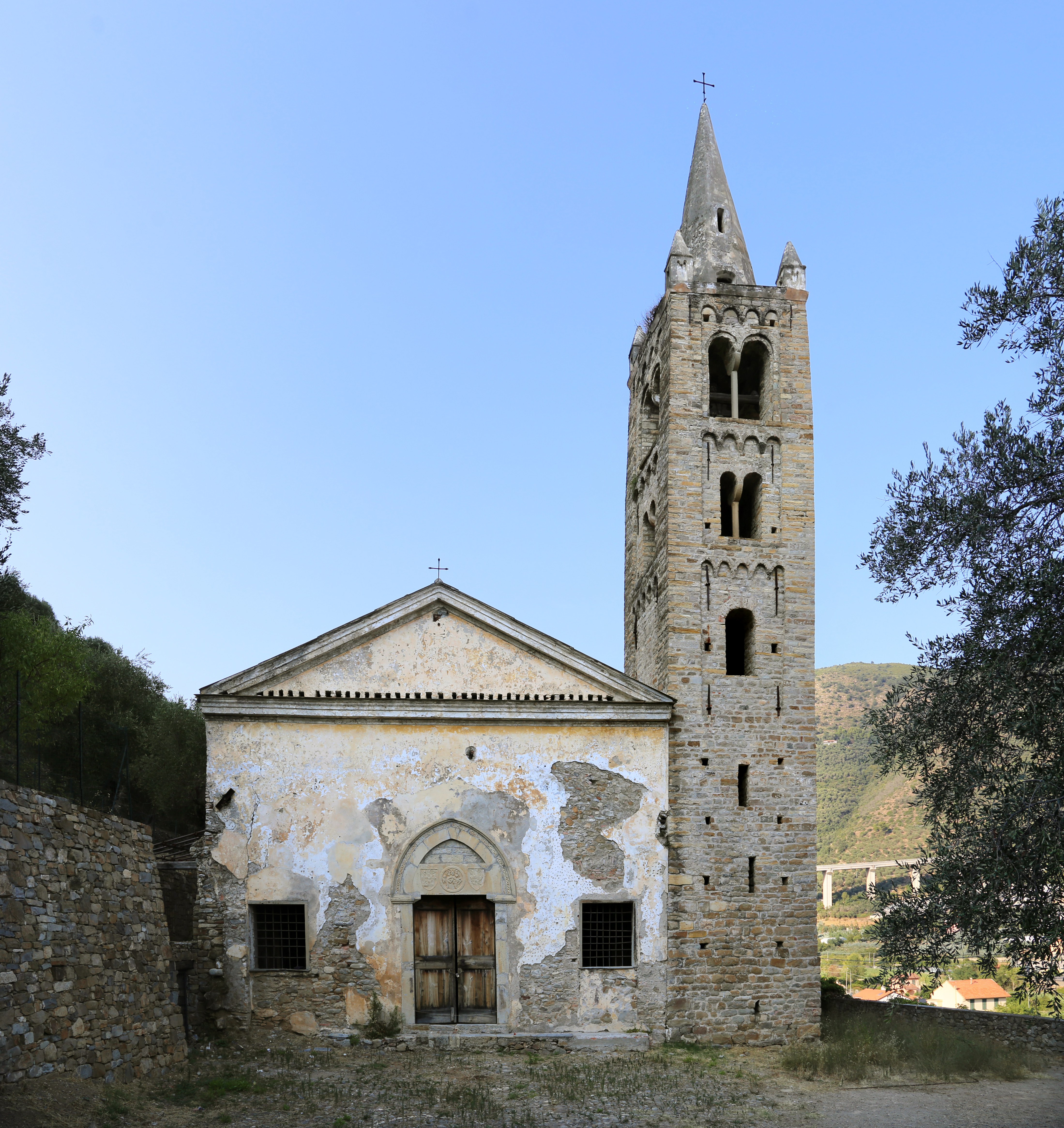
L'antica abbazia di Nostra Signora del Canneto

Da allora gli abitanti della zona cominciarono a popolare un nuovo insediamento, su una bassa colina a circa tre chilometri dalla costa, che a partire dal tardo X secolo è noto come "Tabia". Si ebbe fin dal VII secolo, la fondazione dell'abbazia di Nostra Signora del Canneto da parte dei monaci di San Colombano, che poi accolsero verso il IX secolo come per Bobbio, Pedona e Lerino la riforma della regola di San Benedetto.

Le Alpi Marittime nel 1805, con Taggia nel suo cantone; Taggia era il comune più a est della provincia.

Tutta la zona fu oggetto di scorrerie saracene tra i secoli IX e X, ma è del tutto leggendaria la tradizione che vuole Taggia salvata da questi predoni grazie all'intervento miracoloso di Benedetto Revelli, vescovo di Albenga (alla cui diocesi Taggia appartenne fino al 1831) ritenuto originario proprio di Taggia e poi proclamato santo.
Le incursioni saracene che spopolarono le coste, colpirono anche l'abbazia di Taggia. Nell'891, i Saraceni profanarono il monastero, lo demolirono, uccisero tutti i monaci e incendiarono la preziosa biblioteca. Essa fu nuovamente ricostruita, sempre dai monaci benedettini dell'abbazia di Santo Stefano di Genova, di proprietà bobbiese, sul finire del X secolo che si insediarono nel territorio di Taggia e Villaregia (l'odierna Santo Stefano al Mare).
Taggia divenne, almeno dal 1153, dominio feudale dei Clavesana che nel 1228 cedettero il borgo alla Repubblica di Genova. Dal 1273 fu sede della podesteria locale, mantenendo una certa autonomia ed estendendo i propri poteri sulle vicine Arma, Ripa Tabie (l'odierna Riva Ligure) e parte del territorio di Pompeiana e Bussana (quest'ultima ora località di Sanremo). Nel 1381 adottò (o meglio rinnovò) i propri Statuti, che tra l'altro affidavano al podestà poteri giurisdizionali.
Nel XVII secolo fu attivo il poeta Stefano Rossi, che cantò le virtù delle genti e del borgo, fornendo una interessante testimonianza della vita all'epoca a Taggia.
Taggia e la sua podesteria divenne fedele alleata della repubblica genovese, seguendone pertanto le sorti storiche fino alla soppressione della medesima nel 1797, e anche durante la successiva Repubblica Ligure. Il territorio taggiasco fu inquadrato nell'omonimo cantone, nella giurisdizione delle Palme, con capoluogo Sanremo. Dal 1805, con il passaggio della Repubblica Ligure nel Primo Impero francese, rientrò nella giurisdizione degli Ulivi e dal 1805 parte integrante del Dipartimento delle Alpi Marittime francese.
Fu annesso al Regno di Sardegna nel 1815 dopo il congresso di Vienna del 1814, a seguito della caduta di Napoleone Bonaparte. Facente parte del Regno d'Italia dal 1861, dal 1859 al 1926 il comune di Taggia fu compreso nel VI mandamento omonimo del circondario di Sanremo facente parte della provincia di Nizza (poi provincia di Porto Maurizio e, dal 1923, di Imperia).
Dal 1973 al 30 aprile 2011 è stata la sede amministrativa della Comunità montana Argentina Armea, quest'ultima soppressa con la Legge Regionale n. 23 del 29 dicembre 2010 e in vigore dal 1º maggio 2011.

### Simboli
Stemma
Lo stemma è stato riconosciuto con decreto del presidente del consiglio dei ministri del 12 giugno 1956.
Gonfalone
Il gonfalone è stato concesso con decreto del presidente della Repubblica del 15 aprile 1957.
Bandiera

## Monumenti e luoghi d'interesse

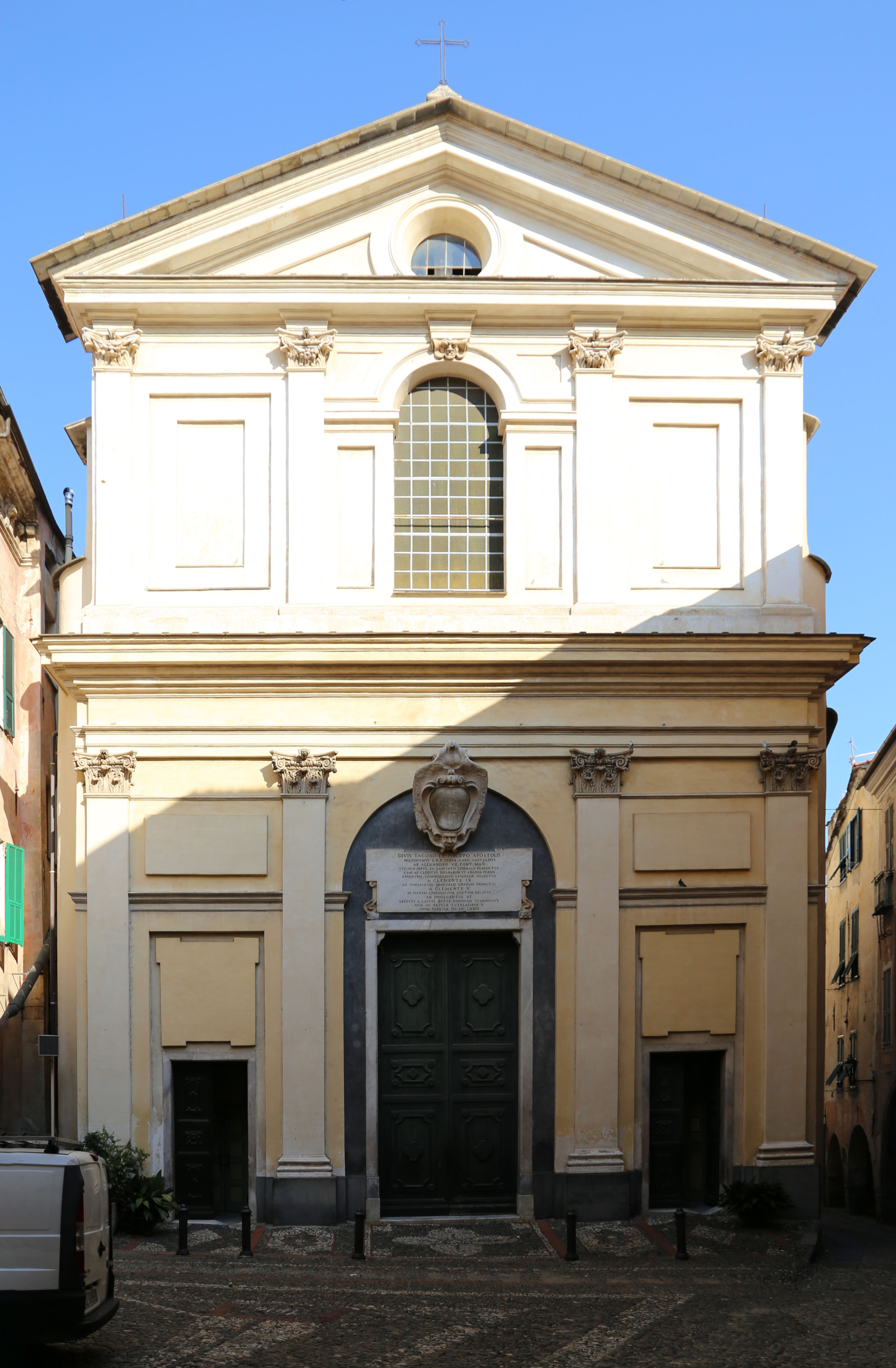
Il santuario della Madonna Miracolosa e basilica dei Santi Giacomo e Filippo nel centro storico

### Architetture religiose
- Santuario della Madonna Miracolosa o basilica dei Santi Giacomo e Filippo, nel centro storico tabiese, del 1675-1681. Il tempio sorge sul luogo dell'antica chiesa tardo medievale del XV secolo, dalla quale diverse opere furono in seguito trasferite nella nuova basilica nel 1675. Al suo interno, corredato dalle quattordici cappelle laterali, sono conservate le reliquie del santo concittadino san Benedetto, e importanti opere di Luca e Giovanni Cambiaso, Francesco Brea, Bartolomeo Pincellotti, Giuseppe Massa e Domenico Guidobono. Nel 1855 una statua mariana, opera dello scultore tabiese Salvatore Revelli (1816-1859), dedicata al Cuore Immacolato di Maria, avrebbe mosso ripetutamente gli occhi: dopo un regolare processo il fatto fu dichiarato miracoloso dalla Chiesa cattolica[15]. Una statua simile, sempre opera del Revelli, si trova nella chiesa parrocchiale dei frati cappuccini di Loano dove, nel 1864, avrebbe mosso gli occhi e lacrimato mentre le leggi anticlericali piemontesi costringevano i Cappuccini a lasciare la città[16].
- Oratorio della Santissima Trinità della confraternita dei Rossi, del 1484, nel centro storico tabiese.
- Oratorio dei Santi Sebastiano e Fabiano della confraternita dei Bianchi, del 1454, nel centro storico tabiese.
- Oratorio di Santa Lucia, datato agli inizi del XVI secolo, lungo il sentiero per il castello tabiese.
- Chiesa di San Benedetto al Colletto, del 1452, nel centro storico tabiese. È intitolato al santo Benedetto Revelli.
- Chiesa di Santa Caterina delle Domenicane, del XVIII secolo, nel centro storico tabiese.
- Chiesa di Nostra Signora del Canneto, lungo l'antica strada per Badalucco. La sua edificazione ebbe origine in un periodo tra il X secolo e il XII secolo, su un precedente luogo di culto alto medievale. Nel 1547 venne affrescata da Giovanni e Luca Cambiasio, e Francesco Brea.
- Chiesa di San Martino. Eretta nella località omonima, si presenta in stile romanico (XI secolo), conservando affreschi del XV secolo.
- Convento di San Domenico, fondato dal beato Cristoforo da Milano, fu costruito tra il 1460 e il 1490 dai maestri lombardi Gasperino da Lancia e Filippo da Carlono. Vi si trovano opere di Ludovico Brea e di Giovanni Canavesio; e poi di Giovan Battista Trotti, Alessandro Turchi, Gioacchino Assereto, Gregorio De Ferrari, Giacomo Antonio Ponsonelli; e una celebre Adorazione dei Magi del Parmigianino.
- Convento dei Cappuccini del XVII secolo, con pale di Domenico Fetti, Giovanni Odazzi, Giuseppe Palmieri, Francesco Bruno, e un'Immacolata di Salvatore Revelli.
- Chiesa parrocchiale dei Santi Giuseppe e Antonio nella località di Arma di Taggia. Già in precedenza esisteva in loco un edificio religioso intitolato a san Giuseppe che, con il passare degli anni e l'accrescere della popolazione, risultò poi non più adeguato. Dopo un'ampia petizione popolare della comunità di Arma, nel maggio 1903 fu posta la posa della prima pietra dell'attuale chiesa. Aperta al culto il 21 aprile 1907, ma ancora incompleta tanto che definitivamente l'opera venne conclusa nel secondo dopoguerra, fu consacrata dal vescovo di Ventimiglia e San Remo Agostino Rousset nel 1913. Fu eretta a parrocchia nel 1917.
- Chiesa parrocchiale dei Santi Francesco Saverio e Paola Romana nella località di Levà.

### Architetture civili

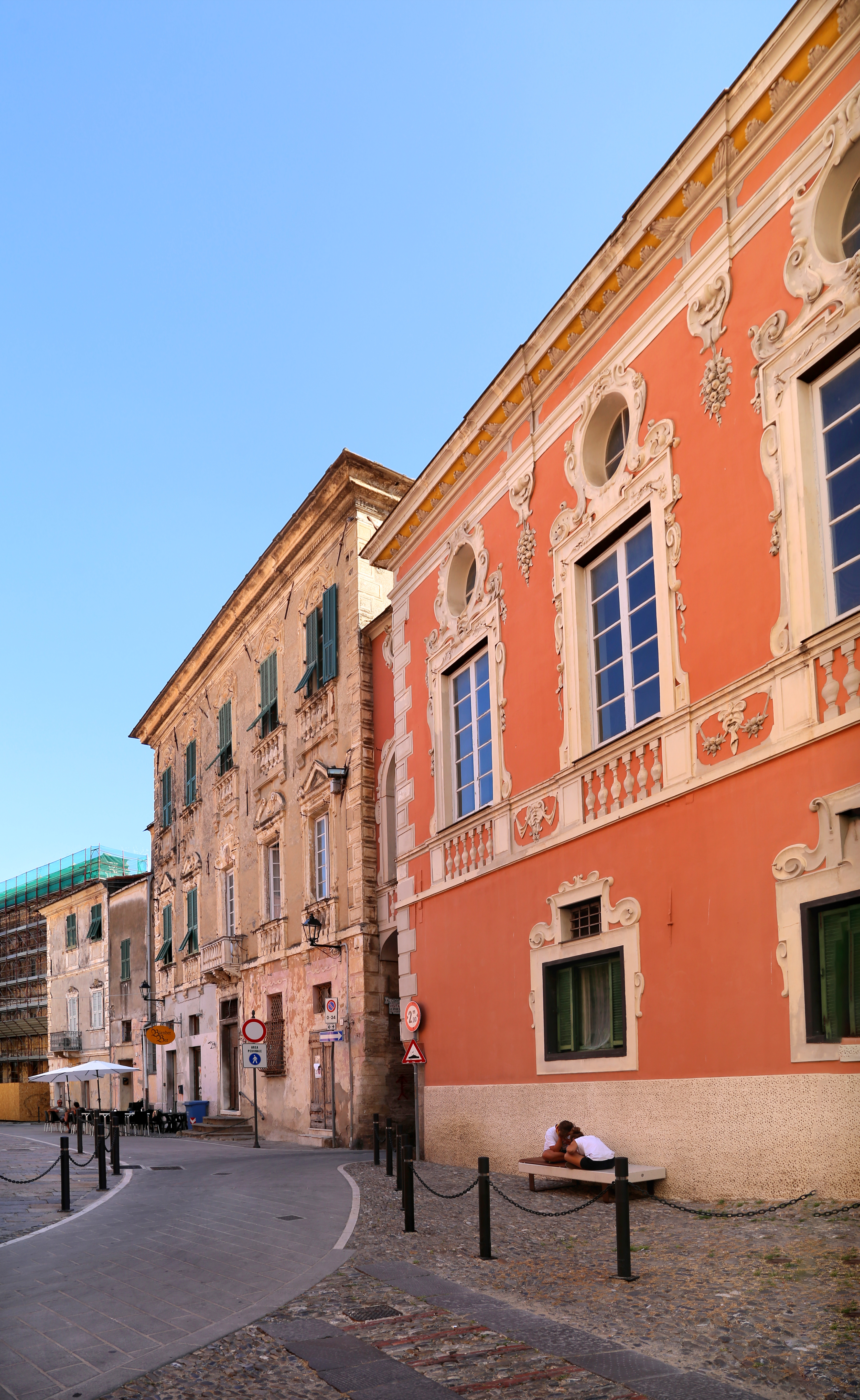
Palazzo Lercari nel centro storico tabiese

- Palazzo Anfossi, costruito nel 1578, ma di aspetto seicentesco.
- Palazzi Asdente, costruiti intorno 1473.
- Palazzo Curlo, costruito nel 1448.
- Palazzo Curlo-Spinola, costruito al principio del Settecento.
- Palazzo Lercari. Residenza storica della famiglia genovese dei Lercari, poi radicata anche nella cittadina tabiese, venne edificato nell'ultimo quarto del XVII secolo sopraelevandosi su edifici preesistenti. L'interno del palazzo si presenta in tardo barocco. Ospita al suo interno l'archivio storico di Taggia e la biblioteca civica.
- Palazzo Pastorelli.
- Palazzo Vivaldi, costruito nel 1458.
- Obelisco in piazza degli Eroi Taggesi.
- Ponte romanico medievale lungo il torrente Argentina. La costruzione dell'antico attraversamento pedonale, lungo nella sua interezza 270 metri e con 15 arcate, avvenne gradualmente nei secoli con il progressivo allargamento della piana del torrente. Nella sua originarietà. infatti, il corso d'acqua passava molto più vicino alla collina nei pressi di Castellaro. Il ponte risalirebbe, soprattutto la costruzione più a levante, ad un periodo databile alla prima metà del XIII secolo; ulteriori aggiunte avvennero nei secoli XVII e XVIII. Due arcate del ponte furono ricostruite dopo un crollo a seguito del terremoto del 1831.

### Architetture militari
- Castello di Taggia. Situato nella parte più alta del centro storico, ormai ne rimangono solo alcuni ruderi (secoli XIII-XVI).
- Bastione del Ponte, presso il ponte sul torrente Argentina.
- Bastione del Ciazzo nel centro storico tabiese.
- Bastione dei Berruti, nel centro storico tabiese, presso la porta dell'Orso.
- Torre dell'Arma, datata 1563, è un edificio difensivo edificato al fine di prevenire le incursioni piratesche, che in quel periodo infestavano la costa.

## Società

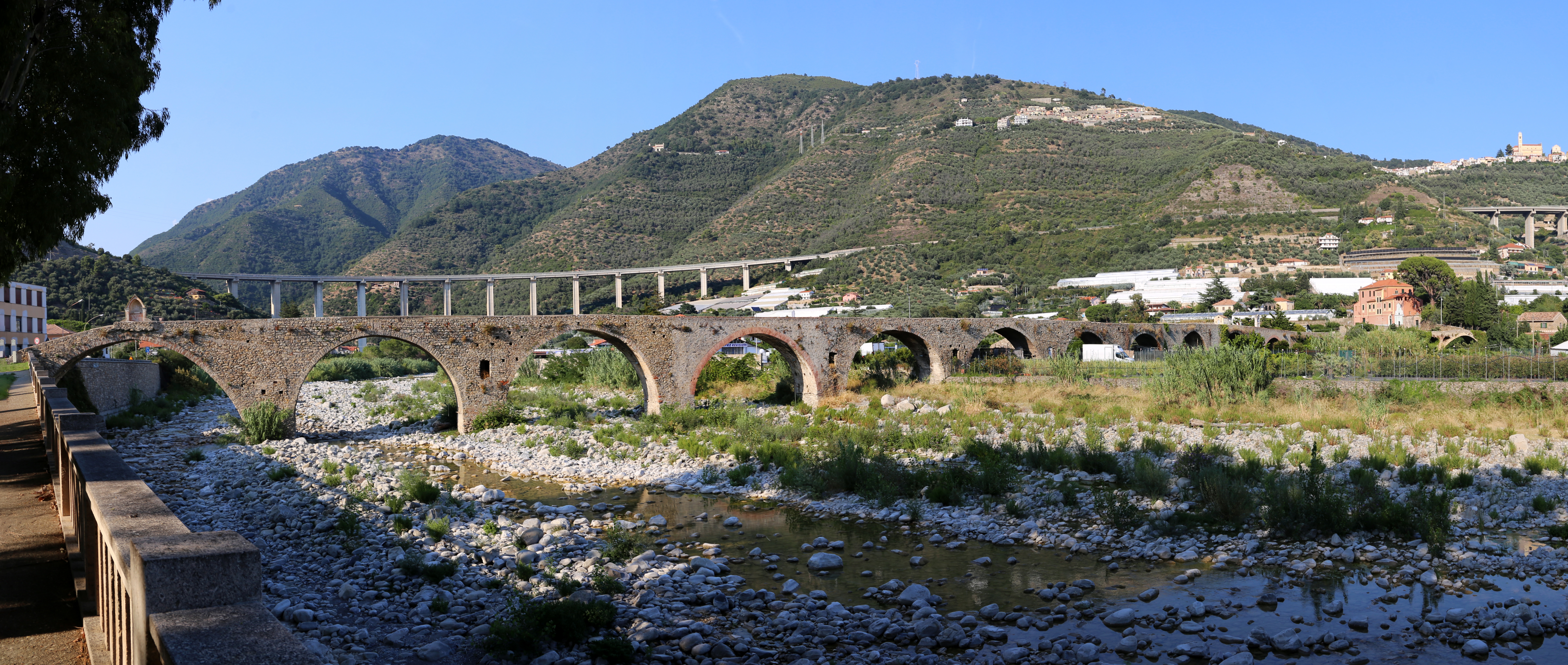
Il ponte romanico sul torrente Argentina

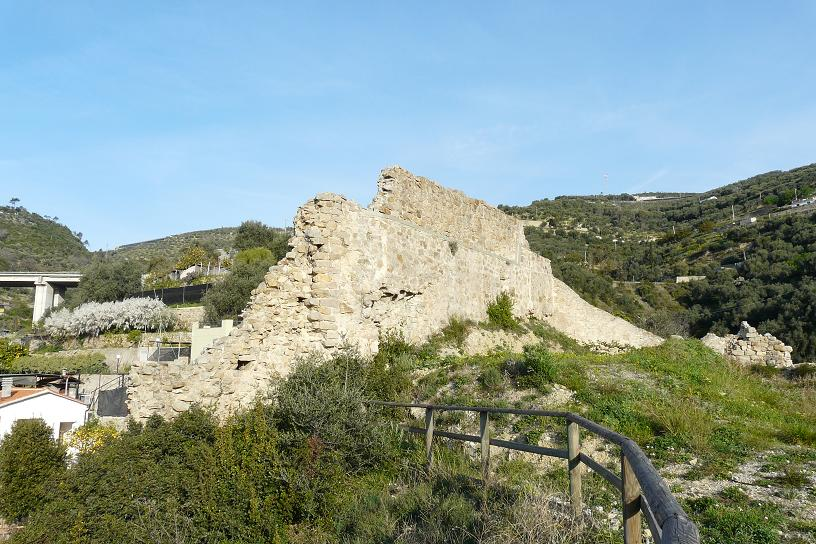
I resti delle mura medievali del castello di Taggia

### Evoluzione demografica
Abitanti censiti

### Etnie e minoranze straniere
Secondo i dati Istat al 31 dicembre 2019, i cittadini stranieri residenti a Taggia sono 1 371, così suddivisi per nazionalità, elencando per le presenze più significative:
1. Albania, 510
2. Romania, 214
3. Marocco, 208
4. Moldavia, 65
5. Egitto, 52
6. Cina, 40
7. Tunisia, 34
8. Ucraina, 31

### Istituzioni, enti e associazioni
- "Centro Culturale Tabiese", storica associazione culturale per la ricerca, la tutela, la valorizzazione e la promozione della storia e dei beni artistici e culturali del territorio locale e ligure.
- "Teatro del Banchéro", associazione culturale promotrice della Scuola di Teatro Officina.
- "Amici della Musica", associazione culturale promotrice di corsi di musica, concerti e concorsi musicali.
- "L'Oro di Taggia", associazione per la valorizzazione dell'Oliva taggiasca e del suo territorio.

### Qualità della vita
La località ha ottenuto dalla FEE-Italia (Foundation for Environmental Education) il conferimento della bandiera blu per la qualità delle sue spiagge.

## Cultura

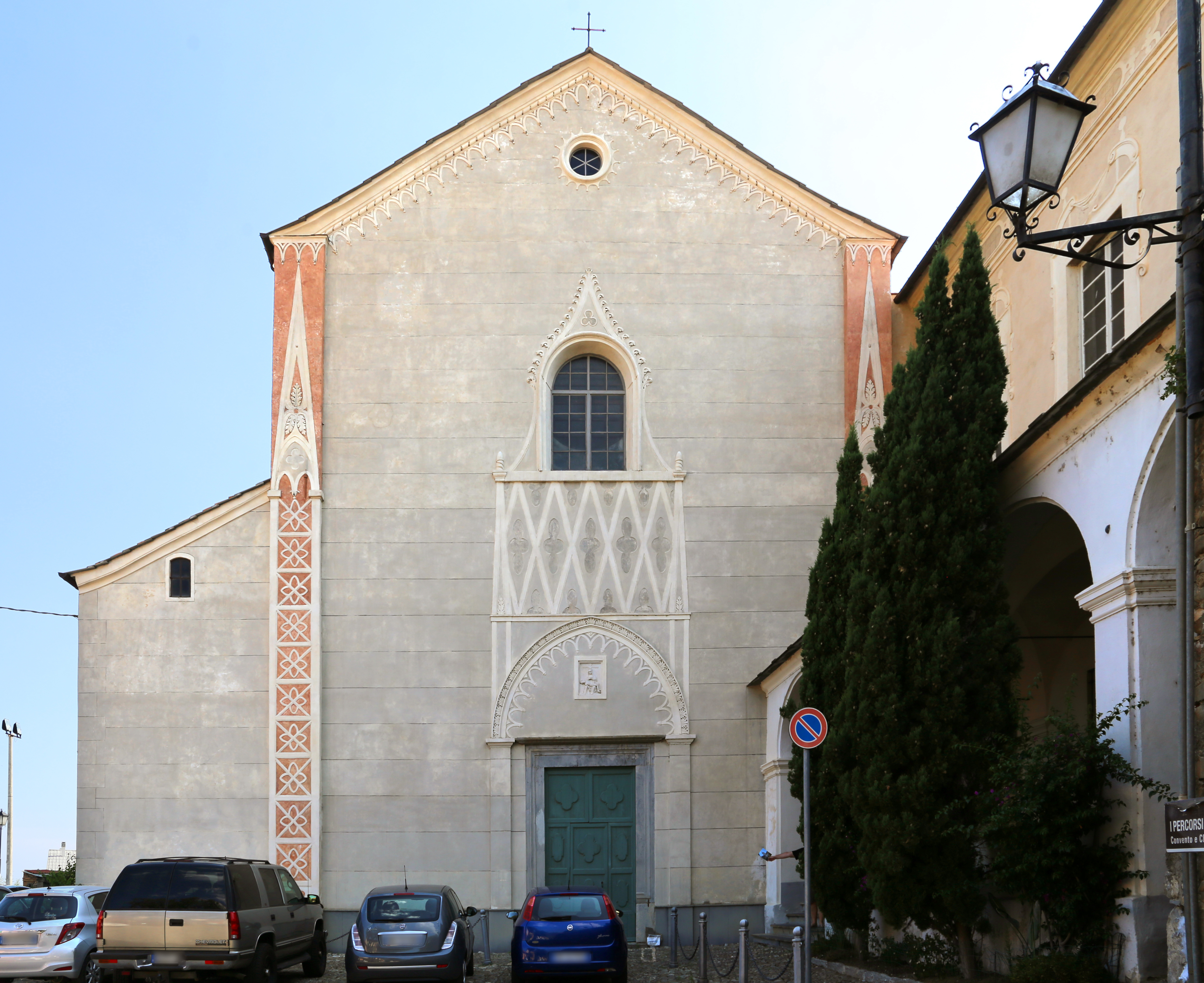
Il convento di San Domenico, sede della pinacoteca.

### Istruzione

#### Scuole
Taggia è sede dei seguenti istituti scolastici statali, inerenti al ciclo scolastico della scuola secondaria di secondo grado:
- Istituto Professionale Statale per i Servizi Alberghieri e Ristorazione "E. Ruffini".
- Istituto Tecnico Commerciale Statale "Cristoforo Colombo".

#### Musei
- Pinacoteca del convento di San Domenico.
- Museo Nazionale dei Trasporti, sezione di Taggia.

### Musica
- Orchestra di fiati e Banda Musicale "Pasquale Anfossi", fondata nel 1856 e intitolata al noto compositore taggiasco.

### Cucina
- Canestrelli di Taggia.
- Biscotti al finocchio.
- Sardenaira.
- Oliva taggiasca.

### Eventi
Oltre alle festività patronali dell'11 marzo in onore della Madonna miracolosa, un evento di grande richiamo turistico e devozionale avviene a Taggia il secondo sabato di febbraio con la festività di san Benedetto Revelli ("i Furgari"). Si svolgono grandi falò, giochi pirotecnici, musica e vino tra le piazze e i vicoli del centro storico. La prima edizione della festa avvenne il 12 febbraio 1626: i tabiesi sciolsero un voto a san Benedetto Revelli, cui si erano affidati perché la città venisse risparmiata durante la guerra dei trent'anni. Nell'ultimo fine settimana di febbraio avviene una rievocazione storica (con corteo e drammaturgie) che racconta l'origine della festa e momenti di vita seicentesca.

### Cinema
La città compare da una veduta panoramica nel documentario Un piede in terra l'altro in mare di Silvio Soldini del 2007.

## Geografia antropica

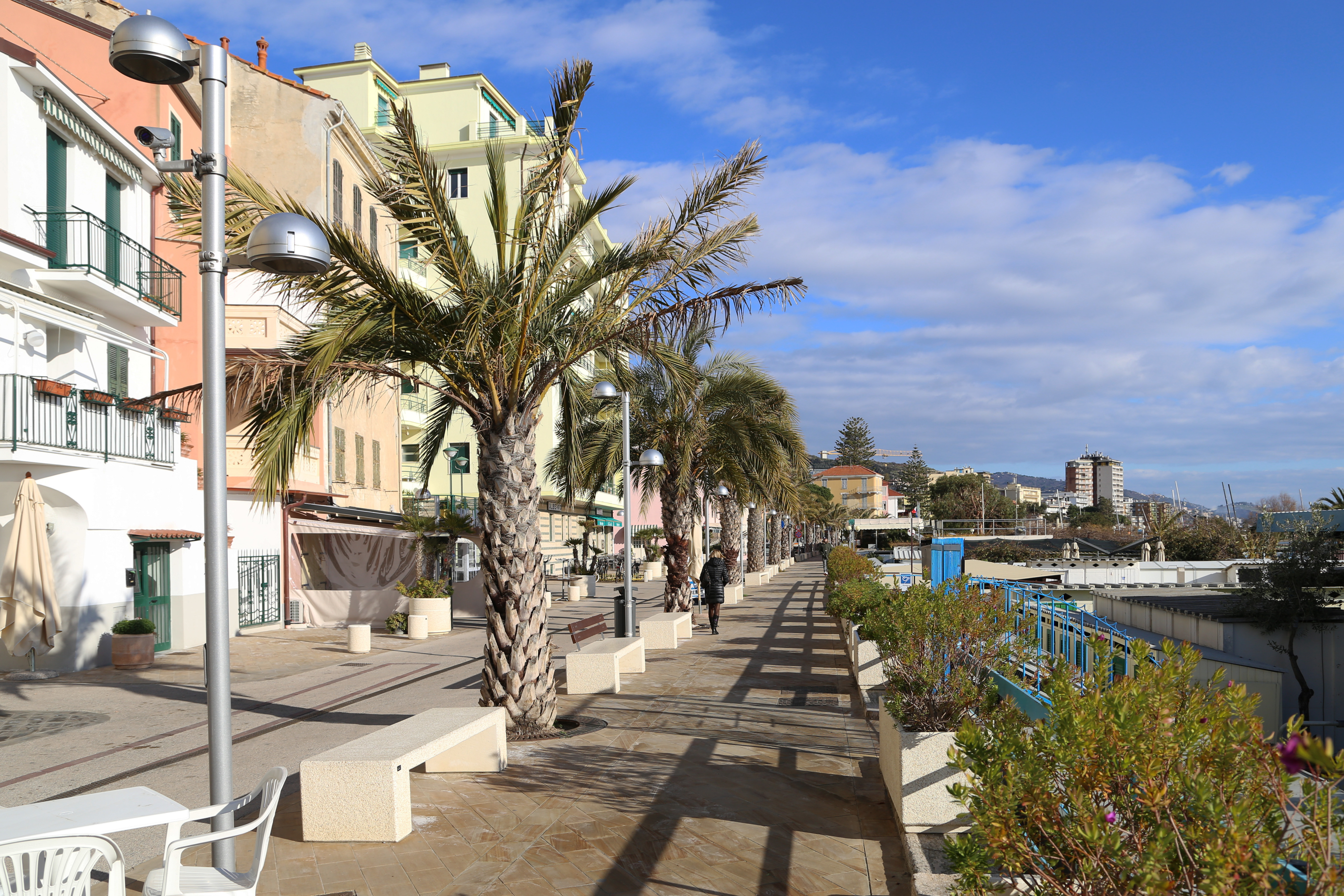
Scorcio di Arma di Taggia

Quarto comune della provincia per popolazione, comprende, oltre al centro omonimo, le località di Arma (denominata anche Arma di Taggia) e di Levà.
La sua area conurbata, estesa ai comuni contigui di Badalucco, Riva Ligure e Castellaro, arriva a una popolazione di 25 000 unità ed è la quarta più popolosa dell'imperiese e quindicesima della regione.

## Economia
Il comune basa la sua principale risorsa economica soprattutto sul turismo, maggiormente concentrato ad Arma. L'attività agricola, fiorente come negli altri comuni della riviera ponentina, si è sviluppato nella floricoltura in particolare nel settore delle fronde ornamentali e ranuncoli. Di sola sussistenza la coltivazione di prodotti agricoli come ortaggi e agrumi.
Molto redditizia invece è la produzione di olio di oliva, grazie alle ampie coltivazioni di ulivi della varietà taggiasca, denominazione derivante proprio dalla località. In espansione anche l'attività industriale.

## Infrastrutture e trasporti

### Strade
Taggia è situata lungo la strada statale 1 Via Aurelia. Inoltre è raggiungibile anche grazie al proprio casello autostradale sull'autostrada A10.
Inoltre la SP548 svolge la funzione di tangenziale costeggiando il torrente Argentina seguendo la direttrice mare-monti, collegando Arma col centro storico attraverso Levà.
Inoltre è collegata a Sanremo dalla tangenziale di Sanremo. di cui fa parte la NSA 341, strada a due carreggiate con due corsie (eccetto nell'ultimo tratto), che permette un rapido collegamento con la "Città dei fiori".
Taggia è collegata a Sanremo e Ventimiglia da una lunga linea filoviaria, detta "Filovia della Riviera dei Fiori", sebbene il tratto comunale non sia più utilizzato. Sul medesimo percorso fino al 1942 era attiva una tranvia, percorsa dal servizio urbano Taggia-Stazione e dalle corse extraurbane della Ospedaletti-Sanremo-Taggia che proprio a Taggia aveva il capolinea orientale. Nella adiacenze di quest'ultimo era inoltre presente un deposito della tranvia, poi riadattato a rimessa filoviaria fino alla sua demolizione, avvenuta negli anni novanta..

### Ferrovie
Taggia è dotata di una stazione ferroviaria sulla linea Genova-Ventimiglia nel tratto locale compreso tra Ventimiglia e Savona.
La stazione originaria, "Taggia Arma", era stata edificata nella seconda metà del XIX secolo sul lungomare, poiché il tracciato ferroviario, ad unico binario, seguiva il profilo costiero. Nel 2001 è stato completato lo spostamento "a monte" ed il raddoppio della linea nella tratta San Lorenzo al Mare-Ospedaletti ed è stata aperta la nuova stazione a circa un chilometro più a nord, tra Taggia ed Arma. Il sedime del tracciato ferroviario originario è stato parzialmente convertito in pista ciclabile, mentre l'area della ex stazione è stata usata per costruire un parcheggio sotterraneo per auto.

### Piste ciclabili
Il territorio comunale di Taggia è attraversato dalla pista ciclabile della Riviera Ligure, lunga 24 km, che da ovest verso est collega i vari comuni costieri di Ospedaletti, Sanremo, Arma di Taggia, Riva Ligure, Santo Stefano al Mare, Cipressa, Costarainera e San Lorenzo al Mare lungo il vecchio tracciato della ferrovia Genova-Ventimiglia.

## Curiosità
A Taggia è avvenuto il delitto del bitter nel 1962 e passato agli onori della cronaca nazionale del tempo.

## Amministrazione
| Periodo          | Periodo          | Primo cittadino    | Partito                                          | Carica         | Note   |
| ---------------- | ---------------- | ------------------ | ------------------------------------------------ | -------------- | ------ |
| 2 agosto 1988    | 7 giugno 1993    | Claudio Cerri      | Democrazia Cristiana                             | Sindaco        |        |
| 8 giugno 1993    | 28 aprile 1997   | Piero Gilardino    | Democrazia Cristiana                             | Sindaco        |        |
| 28 aprile 1997   | 21 febbraio 2000 | Piero Gilardino    | lista civica di centro                           | Sindaco        | [ 22 ] |
| 21 febbraio 2000 | 16 aprile 2000   | Claudia Pastorino  |                                                  | Comm. straord. | [ 23 ] |
| 17 aprile 2000   | 5 aprile 2005    | Lorenzo Barla      | lista civica                                     | Sindaco        |        |
| 5 aprile 2005    | 5 giugno 2006    | Lorenzo Barla      | lista civica                                     | Sindaco        | [ 22 ] |
| 24 luglio 2006   | 29 maggio 2007   | Biagio De Girolamo |                                                  | Comm. straord. | [ 24 ] |
| 29 maggio 2007   | 8 maggio 2012    | Vincenzo Genduso   | È tempo (lista civica di centro-sinistra)        | Sindaco        |        |
| 8 maggio 2012    | 12 giugno 2017   | Vincenzo Genduso   | È ancora tempo (lista civica di centro-sinistra) | Sindaco        |        |
| 12 giugno 2017   | 13 giugno 2022   | Mario Conio        | Insieme (lista civica di centro-destra)          | Sindaco        | [ 25 ] |
| 13 giugno 2022   | in carica        | Mario Conio        | Insieme (lista civica di centro-destra)          | Sindaco        |        |

## Sport

### Calcio
- A.S.D. Taggia, militante nel campionato di Eccellenza Liguria. I colori sociali sono: il rosso ed il giallo. Disputa i suoi incontri al campo sportivo "Marzocchini", con manto in erba naturale.
- S.S.D.R.L. Argentina Arma, militante nel campionato di Promozione.